# Райко Ротман
Райко Ротман (словен. Rajko Rotman, нар. 19 березня 1989) — словенський футболіст, півзахисник клубу «Істанбул ББ».
Виступав, зокрема, за клуби «Алюміній» та «Рудар» (Веленє), а також національну збірну Словенії.

## Клубна кар'єра
У дорослому футболі дебютував 2007 року виступами за команду клубу «Алюміній», в якій провів чотири сезони, взявши участь у 53 матчах чемпіонату. 
Своєю грою за цю команду привернув увагу представників тренерського штабу клубу «Рудар» (Веленє), до складу якого приєднався 2011 року. Відіграв за команду з Веленє наступні три сезони своєї ігрової кар'єри. Більшість часу, проведеного у складі «Рудара», був основним гравцем команди.
До складу клубу «Істанбул ББ» приєднався 2014 року. Відтоді встиг відіграти за стамбульську команду 22 матчі в національному чемпіонаті.

## Виступи за збірну
Дебютував у 2014 році в офіційних матчах у складі національної збірної Словенії. Наразі провів у формі головної команди країни 7 матчів.